# Дети на пляже
«Дети на пляже» (исп. Niños en la playa) — картина испанского живописца Хоакина Сорольи, написанная в 1910 году. Картина находится в музее Прадо в Мадриде.

## Описание
Это одна из наиболее важных зрелых работ Сорольи, когда море и пляж являлись наиболее занимающими художника темами.
Несмотря на достаточно большой размер полотна, сцена была написана прямо с натуры на одном из валенсийских пляжей под названием Эль-Кабаньяль, и представляет игру полуденного света на воде, песке и обнажённых телах трёх мальчиков. Настоящими протагонистами этой картины являются отражения на воде и отбрасываемые на солнце тени, которые автор мастерски передает широкими мазками желтого, коричневого и розовато-лилового, а также лёгких вкраплений белого, достигая ощущения жизни и непосредственности. Художник обрамляет картину очень тесной рамкой, фигуры расположены так близко к ней, что закрывают собой горизонт. Соролья создал композицию, основанную на диагоналях, что отводит взгляд от пляжа всё дальше в море постепенным нарастанием колорита, контрастов и световых бликов, которые становятся более яркими на фигурах, изображённых на заднем плане.
Картина была передана в дар Музею современного искусства в 1919 году, откуда она была впоследствии переведена в музей Прадо.